# Chilomycterus antillarum
Chilomycterus antillarum es una especie de peces de la familia Diodontidae en el orden de los Tetraodontiformes.

## Morfología
Los machos pueden llegar alcanzar los 30 cm de longitud total.

## Hábitat
Es un pez de mar de clima tropical y asociado a los  arrecifes de coral que vive entre 1-44 m de profundidad.

## Distribución geográfica
Se encuentra desde el sureste de Florida (Estados Unidos) y Bahamas hasta el noreste de Brasil.